# Diego Casas
Diego Mateo Casas López (ur. 4 marca 1995 w Vichadero) – urugwajski piłkarz występujący na pozycji napastnika, od 2024 roku zawodnik gwatemalskiego Comunicaciones.